# توسایان (آریزونا)
تاساین (به انگلیسی: Tusayan) شهری در شهرستان کوکونینو ایالت آریزونا است که در سرشماری سال ۲۰۱۰ میلادی، ۵۵۸ نفر جمعیت داشته است. تاساین، به‌طور رسمی در تاریخ ۲۰۱۰ میلادی به‌عنوان یک شهر شناخته شد.